# Nina Alexandrowna Gorjunowa
Nina Alexandrowna Gorjunowa (russisch Нина Александровна Горюнова; * 12. Novemberjul. / 25. November 1916greg. in Moskau; † 1971) war eine russische Chemikerin und Hochschullehrerin.

## Leben
Gorjunowa studierte an der chemischen Fakultät der Universität Leningrad mit Abschluss 1939. Während des Deutsch-Sowjetischen Krieges war sie Mitarbeiterin des Instituts für Epidemiologie in Chabarowsk.
1946 begann Gorjunowa ihre Arbeit im Leningrader Physikalisch Technischen Institut (LFTI) der Akademie der Wissenschaften der UdSSR (AN-SSSR) als Aspirantin. Zu dieser Zeit wurden nur Elementhalbleiter untersucht. In Hinblick auf Anwendungen bestand das Bedürfnis, nach weiteren Halbleitermaterialien zu suchen. Gorjunowa untersuchte die Phasenumwandlungen des Zinns bei tiefen Temperaturen. 1951 verteidigte sie ihre Kandidat-Dissertation über das α-Zinn mit Diamantstruktur. Aufgrund ihrer Ergebnisse erwartete sie, dass die Verbindungen Indiumantimonid (InSb) und Cadmiumtellurid(CdTe) mit (kubischer) Zinkblende-Struktur (Raumgruppe F43m (Raumgruppen-Nr. 216)) Halbleitereigenschaften zeigen müssten. Ihre weiteren experimentell Untersuchungen zusammen mit Anatoli Robertowitsch Regel bestätigten dies. 1958 verteidigte sie ihre Doktordissertation über ihre Untersuchungen der Chemie der Halbleiter.
1961 gründete Gorjunowa am Leningrader Polytechnischen Institut den Lehrstuhl für Halbleiter-Materialwissenschaft und leitete ihn als Professorin. 1963 gründete Gorjunowa das Laboratorium für physikalisch-chemische Halbleitereigenschaften, in dem die ersten Kristalle des Galliumarsenids und anderer III-V-Verbindungen gezüchtet wurden. Dies war der Ausgangspunkt für die sich schnell ausbreitende Untersuchungen der III-V-Verbindungen im LFTI und dann in weiteren Zentren im In- und Ausland. Unter Gorjunowas Führung wurden neue Methoden der Züchtung von III-V-Verbindungen entwickelt. Erstmals wurden Mischkristalle verschiedener Verbindungen präpariert und kontrolliert die Eigenschaften variiert. Damit schuf sie die Grundlagen für die Entwicklung und Anwendung einer neuen Generation von Halbleitermaterialien. Sie veröffentlichte 295 Fachaufsätze und betreute 45 Dissertationen.

## Ehrungen, Preise
- Kurnakow-Preis der AN-SSSR[2]
- Leninorden